# Spy × Family
Spy × Family (stylizované jako SPY×FAMILY) je japonská manga, kterou píše a kreslí Tacuja Endó. Její příběh sleduje život špióna, jenž musí za účelem splnění své mise „vybudovat rodinu“. Neuvědomil si však, že dívka, kterou adoptoval za dceru, dokáže ovládat telepatii, a žena, se kterou se rozhodl oženit, je zkušená nájemná vražedkyně. Manga vychází každé dva týdny od března 2019 v aplikaci a na webových stránkách Šónen Jump+ nakladatelství Šúeiša. K dubnu 2022 byly kapitoly vydány v devíti svazcích tankóbon. V Severní Americe licencovalo mangu nakladatelství Viz Media.
V dubnu 2022 měl premiéru animovaný televizní seriál z produkce studií Wit Studio a CloverWorks; vysílá jej stanice TV Tokyo a ostatní stanice sítě TX Network. Společnost Muse Communication licencovala seriál v Asii a Crunchyroll po celém světě.
K 30. květnu 2022 bylo prodáno více než 21 milionů výtisků mangy.

## Příběh
V zájmu zachování míru mezi soupeřícími národy Westalis a Ostania je agent Westalis s krycím jménem „Soumrak“ pověřen špehováním Donovana Desmonda, vůdce Strany národní jednoty v Ostanii. Protože je však Desmond notoricky známým samotářem, jedinou cestou, jak se k němu agent Twilight může dostat, je zapsat své dítě do stejné soukromé školy, do kterého chodí Desmondovi synové, a vydávat se  za jednoho z rodičů. 
Aby toho dosáhl a vytvořil dojem šťastné rodiny, začne se představovat pod pseudonymem Loid Forger, adoptuje mladou osiřelou dívku Anyu a ožení se s ženou jménem Yor Briar. Aniž by to však tušil, Anya umí číst myšlenky a Yor je ve skutečnosti profesionální nájemnou vražedkyní s přezdívkou Trnová princezna. Loid ani Yor si nejsou navzájem vědomi svých pravých identit a nejsou si vědomi ani toho, že je Anya telepatka a zná jejich skutečné profese. Později se rodina ujme psa s prekognitivní schopnosti, kterého pojmenují Bond. Navzdory těmto neznámým faktorům a Soumrakově občasné ztrátě zdravého rozumu způsobené dlouholetou praxí špiona se musí naučit hrát roli dokonalého otce a manžela, aby mohl splnit svou misi.  Yor se snaží skrýt svou práci a zároveň hrát slušnou 

## Produkce
Tacuja Endó a jeho redaktor Šihei Lin se znali přes deset let; Lin byl editorem jeho první série Tista (2007). Endó svého spolupracovníka, jenž se rozhodl odejít z redakčního oddělení časopisu Jump Square do Šónen Jump+, s radostí následoval a společně začali pracovat na novém díle. Spy × Family přebírá prvky ze tří Endóvých krátkých mang, jež byly vydány v Jump Squaru; „Rengoku no aše“, „Iši ni usubeni, tecu ni hoši“ a „I Spy“. Lin uvedl, že redakce mangu vřele přijala a o serializaci tak bylo prakticky rozhodnuto ještě před oficiální poradou.
Pracovní název původního návrhu byl napsán v japonštině a zněl Spy Family. Při rozhodování o konečném názvu přišel Endó s více než 100 možnostmi, nakonec se však rozhodli použít stejný název, tentokrát napsaný v angličtině a s „křížkem“ mezi jednotlivými slovy; v případě křížku se inspirovali mangou Hunter × Hunter. Lin řekl, že si jsou s Endóem vždy vědomi hranice, kdy se násilí, jež je nezbytným aspektem ve špionážní manze, kvůli komedii používá. Vzhledem k tomu, že mangy Tista i Gekka bidžin mají temný tón, řekl redaktor Endóovi, aby udělal Spy × Family o něco veselejší. Anya byla inspirována hlavní postavou krátké mangy „Rengoku no aše“. O jejím mimosmyslovém vnímání bylo rozhodnuto již na začátku tvorby a Lin jeho využití pro komediální efekt označil za jednu ze silných stránek díla. Lin uvedl, že má manga má velký počet čtenářů všech věkových kategorií i pohlaví. Citoval také Endóův čistý styl kresby a schopnost vyjádřit emoce, které dělají mangu přitažlivou.
Lin měl pocit, že svět a postavy byly představeny a pevně zakotveny v prvních dvou svazcích, a proto prozradil, že spolu s Endóem začnou do mangy přidávat i delší příběhy.

## Média

### Manga
Manga Spy × Family, kterou píše a kreslí Tacuja Endó, vychází každé dva týdny od 25. března 2019 v aplikaci a na webových stránkách Šónen Jump+. Nakladatelství Šúeiša vydává kapitoly ve svazcích tankóbon; k dubnu 2022 jich vydalo devět. Šúeiša také souběžně publikuje mangu zdarma v angličtině v aplikaci a na webu Manga Plus.
Americké nakladatelství Viz Media publikuje mangu zdarma od 22. září 2019 na svých webových stránkách. První svazek vydalo v tištěné podobě na jaře roku 2020.

### Anime seriál a film
Dne 1. listopadu 2021 byla spuštěna webová stránka, na které byla oznámena adaptace mangy v podobě animovaného televizního seriálu z produkce studií Wit Studio a CloverWorks. Seriál režíroval Kazuhiro Furuhaši, o návrhy postav se postaral Kazuaki Šimada a hudbu produkovala skupina [K]NoW_NAME. Seriál bude vysílán ve dvou částech, přičemž první z nich měla premiéru 9. dubna 2022 na televizních stanicích sítě TXN. Úvodní znělkou se stala píseň „Mixed Nuts“ (ミックスナッツ, Mikkusu Nacu) od skupiny Official Hige Dandism a závěrečnou znělkou „Kigeki“ (喜劇, „Komedie“) od Gena Hošiny. Společnost Crunchyroll drží vysílací práva k anime mimo oblast Asie. Muse Communication licencovalo seriál na Tchaj-wanu a v jižní a jihovýchodní Asii, kde jej streamuje na svém youtubovém kanálu (pro některé z dostupných regionů v omezeném čase), Netflixu, iQIYI, bilibili a dalších místních streamovacích službách.
Dne 11. dubna 2022 Crunchyroll oznámil, že seriál vydá také v anglickém znění. Předpremiéru měl 15. dubna na kanálu Crunchyrollu na službě Twitch; premiéra proběhla následujícího dne.
V roce 2023 proběhla premiéra anime filmu Spy x Family Code: White.  Jde o nekanonický film. 

### Ostatní média
Součástí série je doprovodná kniha Spy × Family Official Fanbook: Eyes Only, jež byla vydána 2. května 2022. Obsahuje podrobné informace a analýzy postav a světa mangy, barevné kresby, rané návrhy postav, výtvarné příspěvky hostů, dlouhý rozhovor s Endóem a komentáře Endóa a Lina k většině kapitol. Light novela Spy × Family: Kazoku no šózó (SPY×FAMILY 家族の肖像, v překladu „Spy × Family: Rodinný portrét“) vyšla 2. července 2021 a obsahuje čtyři povídky a sedmistránkový „krátký román“, který napsala Aja Jadžima. Spolu s anime seriálem vyšla 4. dubna 2022 také příručka Animation × 1st Mission. Obsahuje návrhy animovaných postav, storyboardy, klíčové animace, rozhovory a komentáře členů produkčního týmu.

## Přijetí

### Popularita
V prosinci 2019 časopis Brutus zařadil mangu na svůj seznam „Nejnebezpečnějších mang“, který zahrnoval díla s nejvíce „stimulujícími“ a nejprovokativnějšími tématy. Později téhož měsíce ji časopis Polygon zařadil na seznam nejlepších komiksů roku 2019. Ve vydání průvodce Kono manga ga sugoi! z roku 2020 byla manga Spy × Family označena za nejlepší mangu pro mužské čtenáře. Manga se umístila na prvním místě v celostátním žebříčku doporučených komiksů od zaměstnanců knihkupectví pro rok 2020, který sestavil internetový obchod Honya Club na základě průzkumu mezi 1 100 zaměstnanci knihkupectví v Japonsku. Byla označena jako „nejoblíbenější webový komiks roku 2019“, „nejoblíbenější dílo Šónen Jump+“ a „charakteristické dílo Jump+“.

### Tržby
V roce 2020 měla manga Spy × Family po vydání druhého svazku prodáno 800 000 kusů, a to v tištěné i elektronické podobě. S vydáním třetího svazku toto číslo přesáhlo 2 miliony a u čtvrtého svazku čítal náklad 3 miliony kusů. Podle společnosti Oricon patřil třetí a čtvrtý svazek k 30 nejprodávanějším mangám roku 2020. Šestého svazku bylo v prvním nákladu vytištěno více než 1 milion kusů, poprvé v manze od časopisu Šónen Jump+. Po vydání v prosinci 2020 měla manga Spy × Family v oběhu více než 8 milionech tištěných a elektronických kopií. V daném roce se jednalo o devátou nejprodávanější mangu s více než 4,5 miliony prodaných kusů.